# Volta (Mondkrater)
Volta ist ein Einschlagkrater am äußersten westlichen Rand der Mondvorderseite.
Der Krater ist nur bei günstiger Libration von der Erde aus seitlich sichtbar. 
Er liegt westlich des Oceanus Procellarum, nördlich von Galvani und nordwestlich von Repsold. 
Der Kraterrand ist relativ stark erodiert, der westliche Rand wird teilweise von dem kleineren Krater Regnault überdeckt und berührt den Rand von Stokes.
Der Krater ist sehr alt, seine Entstehungszeit fällt in die pränektarische Periode.
Volta hat zwei im Inneren liegende Nebenkrater:
| Buchstabe | Position           | Durchmesser | Link |
| --------- | ------------------ | ----------- | ---- |
| B         | 54,49° N, 83,46° W | 9 km        |      |
| D         | 52,52° N, 83,03° W | 21 km       |      |

Der Krater wurde 1964 von der IAU nach dem italienischen Physiker Alessandro Volta offiziell benannt.